# Irina Anatoljewna Priwalowa

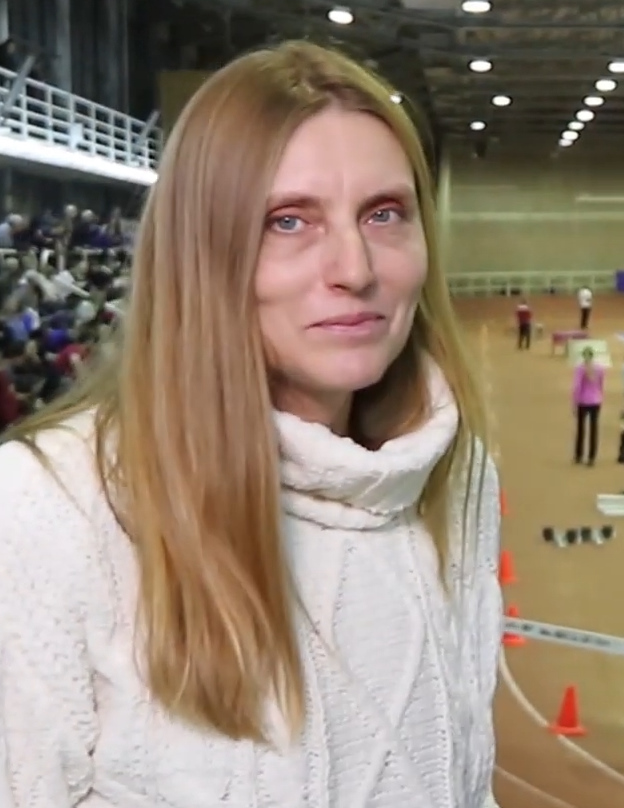
Irina Anatoljewna Priwalowa, 2020

Irina Anatoljewna Priwalowa (russisch Ирина Анатольевна Привалова, engl. Transkription Irina Privalova, geb. Sergejewa; * 22. November 1968 in Malachowka) ist eine ehemalige russische Sprinterin und Hürdenläuferin.

## Karriere
Priwalowa galt jahrelang als eine der besten Sprinterinnen der Welt und hält noch heute die Hallenweltrekorde über 50 und 60 Meter. Bei den Olympischen Spielen 1992 in Barcelona erreichte sie für das Vereinte Team der Gemeinschaft Unabhängiger Staaten eine Bronzemedaille im 100-Meter-Lauf. Bei den Weltmeisterschaften 1993 in Stuttgart gewann sie die Goldmedaille mit der 4-mal-100-Meter-Staffel. 1994 gewann sie bei den Europameisterschaften über 100 und 200 Meter Gold. Am Ende des Jahres wurde Priwalowa zu Europas Leichtathletin des Jahres gewählt. Bei den Europameisterschaften 1998 siegte sie nochmals über 200 Meter. 
Gegen Ende ihrer Karriere wechselte sie auf längere Distanzen und gewann 2000 bei den Olympischen Spielen in Sydney die Goldmedaille im 400-Meter-Hürdenlauf. Mit der russischen 4-mal-400-Meter-Staffel errang sie außerdem eine Bronzemedaille.
2002 wurde Priwalowa zum zweiten Mal Mutter und beendete ihre aktive Karriere. Im Juli 2008 jedoch startete sie im Alter von 39 Jahren ein Comeback. Ihr Ziel, sich für die Olympischen Spiele 2008 in Peking zu qualifizieren, konnte sie aber nicht erreichen. Bei den Russischen Meisterschaften belegte sie den siebten Rang über die 200 Meter und verpasste das Finale über die 100 Meter.